# Magyarok Nagyasszonya-sziklatemplom
A Gellért-hegyi sziklatemplom Budapesten található nemzeti szentély, építését Lux Kálmán tervei alapján 1931 tavaszára fejezte be Weichinger Károly. 1934-ben egy neoromán stílusú kolostor is hozzáépült a templomhoz, a Gellért-hegy Duna felőli oldalán. A magyar pálosoknak a rend megszüntetése után 150 évig nem sikerült újraéledniük Magyarországon. A sziklatemplom a szülőföldjére hazatelepülő egyetlen magyar alapítású férfi szerzetesrend, a pálosok számára készült. Egyéb elnevezései: Barlangkápolna, Gellérthegyi-barlang, Gellért-hegyi barlang, Gellérthegyi sziklakápolna, Iván-barlang, Lourdes-i Barlang, Lourdes-i kápolna, Pest, Szentiván-barlang, Szent Iván-barlang, Szent Iván barlangja, Sziklakápolna.

## Történet
A sziklatemplom két részből áll: a felső, ősi barlangból (Szent Iván-barlang, majd utóbb Lourdes-i Barlang) és egy alsó, a hegy belsejében elhelyezkedő, mesterségesen kialakított sziklaüreg rendszerből, ahol a hőmérséklet télen-nyáron 21 °C.
A filoxéra elterjedéséig, a 19. század utolsó negyedéig a Gellért-hegy is jobbára szőlővel volt beültetve. A sziklakápolna helyén, a barlang belső részén pedig a szőlőmunkások által használt "érdekes barlanglakok" voltak. Keleti Gusztáv 1867-es rajza szerint (Barlanglakások a Gellérthegyen) deszkából összerótt kisebb-nagyobb, részben tető nélküli építmények. "A város alsó részét a Gellért- vagy régi nevén Kelen-hegye zárja be, melynek déli ormáról messze látva, tova belátjuk előre a vidéket is, melyen útunkat tovább folytatandók leszünk. Oldalában érdekes barlanglakok vannak, melyek több-kevesb emberi szorgalommal a szükséghez alkalmazva, itt-ott nem egyedül az elkényszeredetteknek, hanem a szőlők közelében maradni szerető munkásoknak is elég alkalmas otthont nyújtanak."
1924-ben vetődött fel a sziklatemplom építésének gondolata, amikor egy magyar zarándokcsoport Lourdes-ban járt. Megalakult a „Kisegítő Kápolna Egyesület” és a „Szent Gellérthegyi Sziklatemplom (Lourdesi-Barlang) Bizottság”, hogy kegyhelyet állítson Budapesten. Eredetileg a Gellért-hegy déli oldalán lévő elhagyott, rossz hírű Szent Iván-barlangot szerették volna a lourdes-i grotta mintájára engesztelő szentéllyé megépíteni. Később azonban a barlang természetes üregét a hegy belsejében robbantásokkal kialakított mesterséges barlangrésszel bővítették ki. Besnyő Jenő Gyula több társával Lengyelországban magára öltötte a pálosok fehér ruháját, és várta a visszatérést Magyarországra. A pálos rend generálisának kérésére Serédi Jusztinián esztergomi érsek mint területileg illetékes főpásztor engedélyezte a pálosok letelepedését a számukra épített Sziklakolostorban. A kalocsai érsek 1934. május 8-án harminc főből álló küldöttséggel utazott Częstochowába, és tért vissza tizennégy pálos szerzetessel, közöttük a rendfőnökkel, Przeździecki Piusszal, május 14-én.
„Másfélszázados távollét után Budán vannak a pálosok. A legmagyarabb szerzetesrend visszatérése nemcsak örömünnepe minden igaz magyarnak, de egyúttal szimbólum is, mint ahogy szimbólum az őrzésükre bízott Sziklatemplom, amelynél szilárdabb háza alig van az Úrnak. Ilyen sziklaszilárd az Istenbe, s a magyarság jövőjébe vetett hit.” (Budai Napló, 1934. május 16.)
1939-től lengyel menekültek ezrei érkeztek Magyarországra, akik nagy számban látogatták a Sziklakolostort. Mindszenty József bíboros hercegprímás többször is járt a szentélyben. Nem sokkal a sziklatemplom bezárása előtt százezer zarándok hallgatta beszédét.
1950-ben a kommunista rendszer eltörölte a szerzetesrendeket Magyarországon. 1951 húsvéthétfőjén az Államvédelmi Hatóság betört a sziklatemplomba, és begyűjtötte a pálosokat. A szerzeteseket egyetlen éjszaka alatt teherautókra rakták és elszállították. Voltak akiket kivégeztek, a többieket pedig koncepciós vádak alapján börtönbüntetésre ítéltek. A sziklatemplom elpusztult. A bejárata feletti sziklaoromra 1936-ban állított kivilágított fakeresztet 1951-ben ledöntötték.

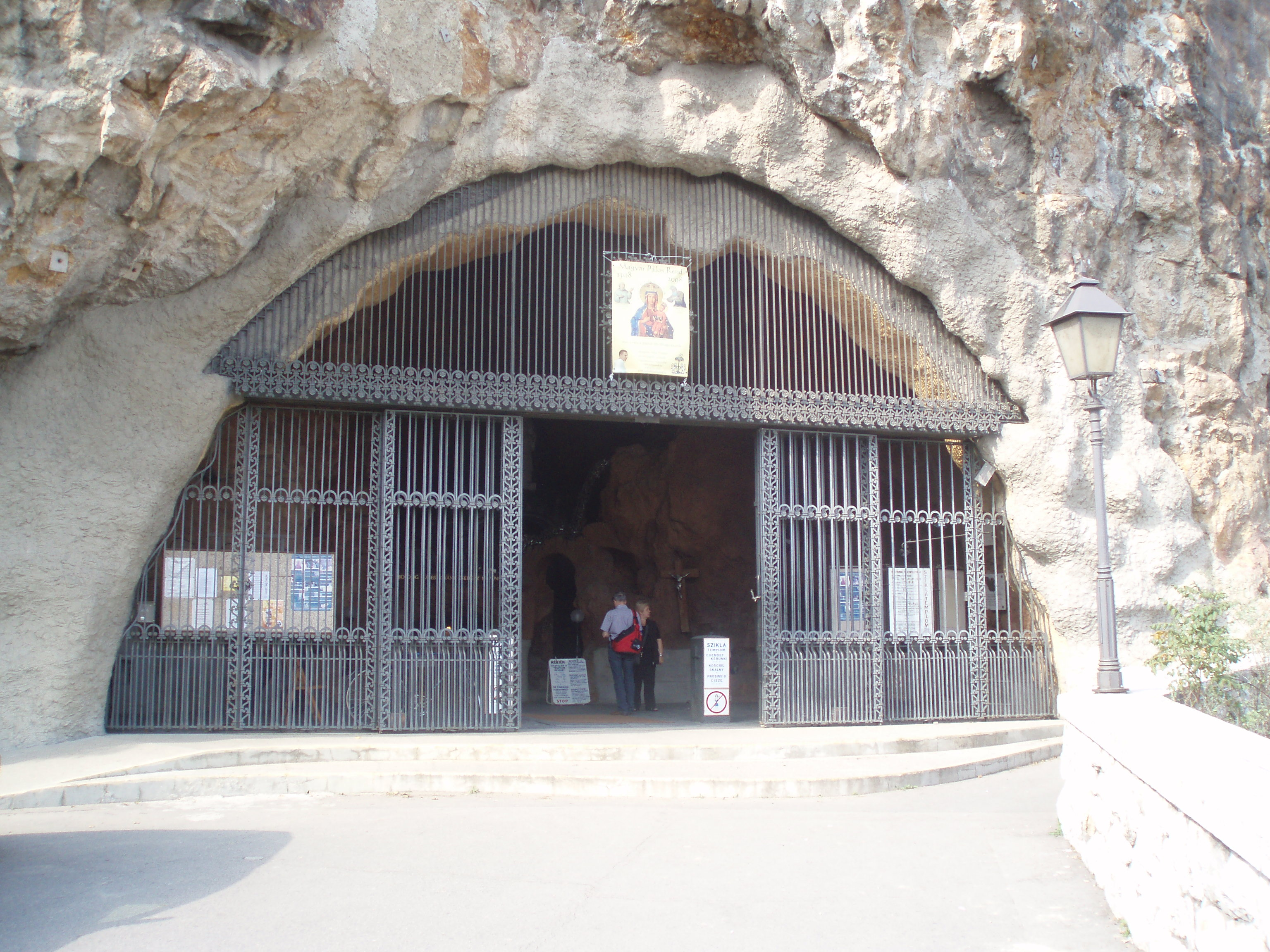
A templom bejárata 2009-ben

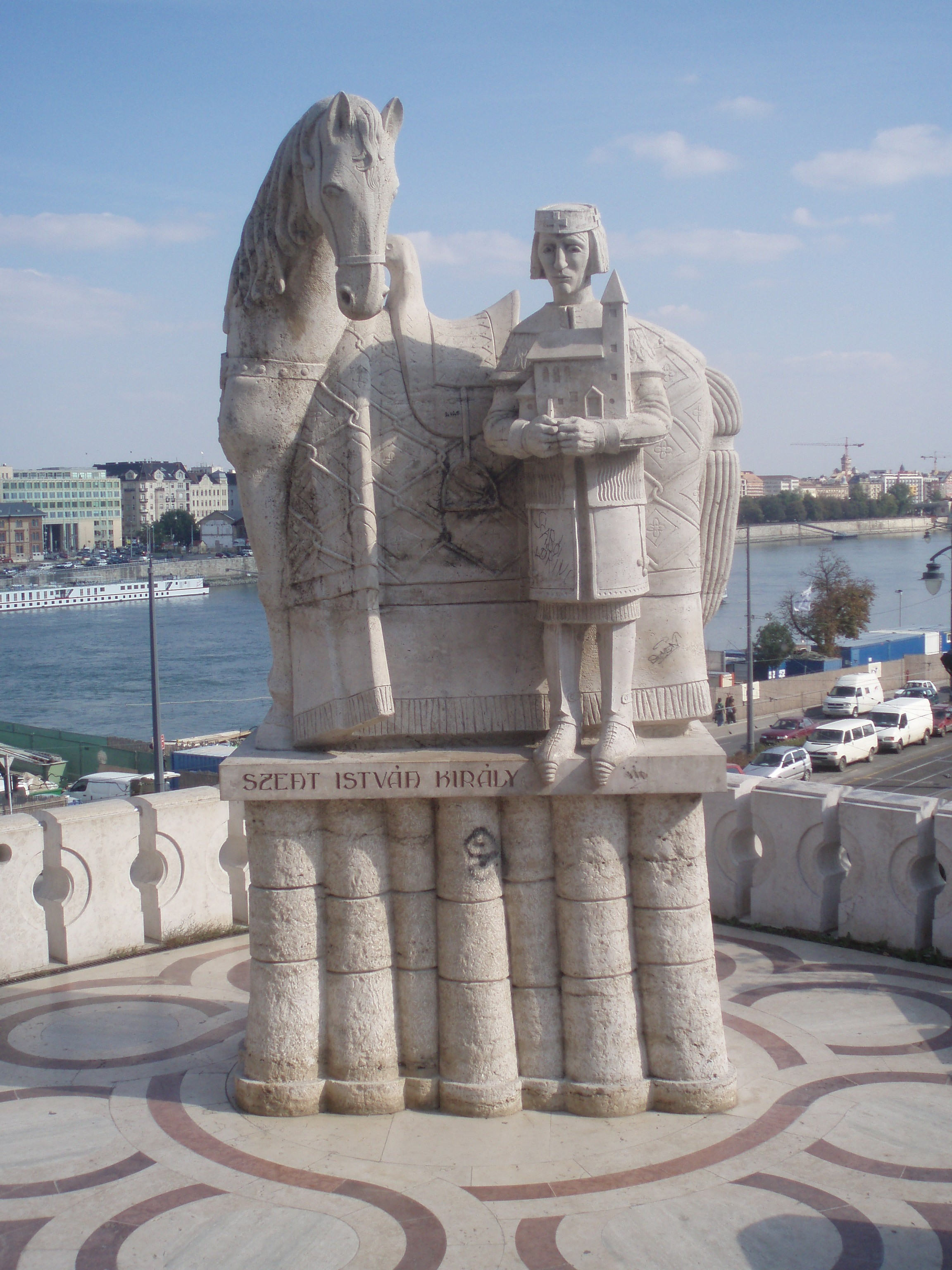
Szent István király szobra a sziklatemplom előtti téren

Az 1960-as évek elején 1,5-2 méter vastagságú betonfallal a bejáratát elzárták. A templom helyén karsztvízmegfigyelő állomást alakítottak ki.
A kolostort az Állami Balett Intézet kollégiumaként használták.
A Magyar Pálos Rend a kommunista rendszerek összeomlásakor, 1989. augusztus 27-én a templomot és a kolostort újra megnyitotta. A pápai nuncius áldotta meg az új gránitoltárt, amely Sikota Győző tervei szerint készült. A bejáratot elzáró vastag betonfalat 1992-ben lebontották, s egy darabját a templom bejáratának jobb oldalán helyezték el emlékeztetőül a kommunista diktatúra alatti interregnumra. Gyulay Endre püspök június 6-án szentelte fel újra, az 1960-ban elfalazott Gellért-hegyi sziklatemplom külső termét.

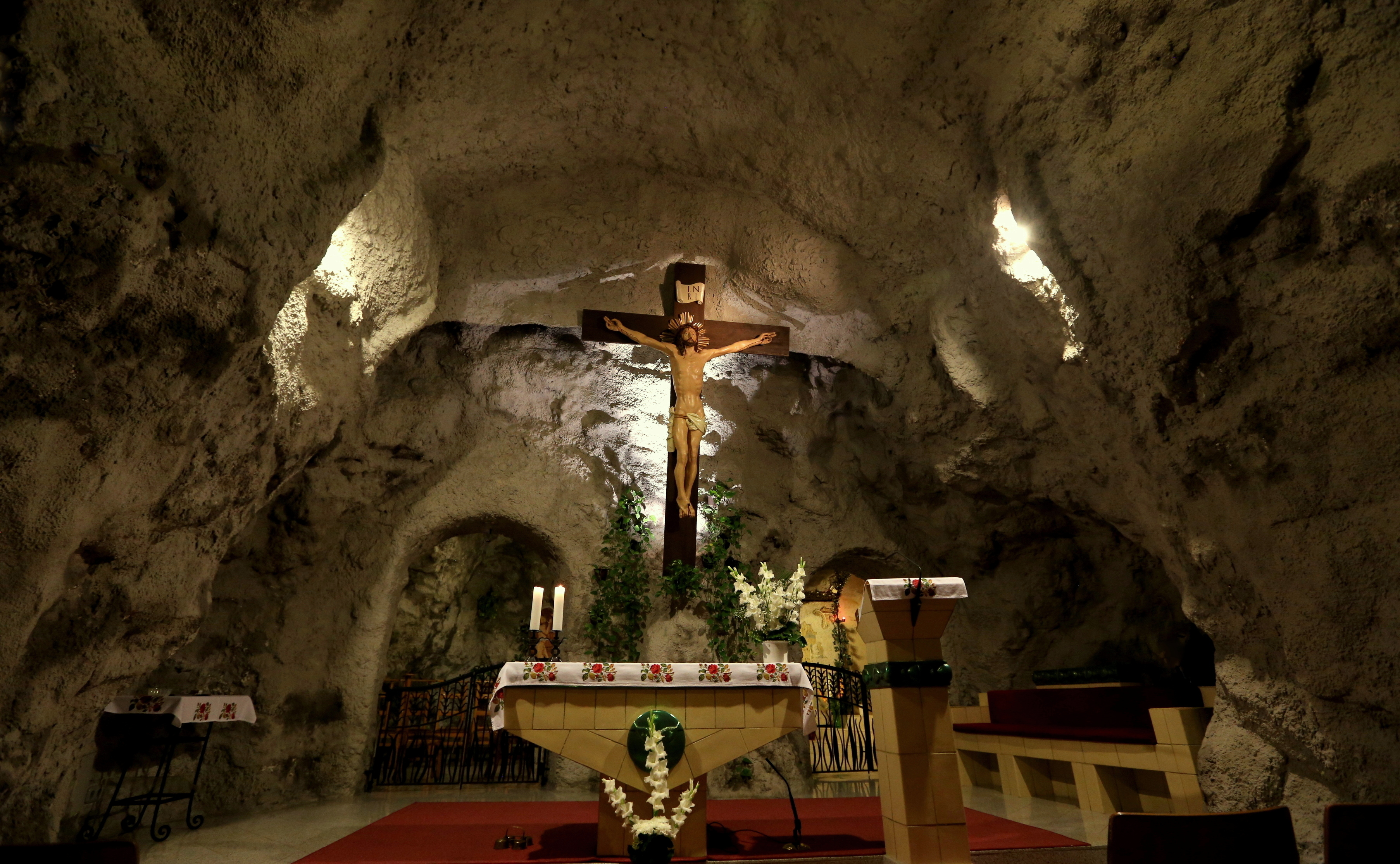
A sziklatemplom főoltára

2008. december 3-án a Pálos rend pápai jóváhagyásának 700. évfordulója alkalmából Erdő Péter bíboros, Juliusz Janusz érsek, apostoli nuncius, Izydor Matuszewski, a rend generálisa, a Püspöki Konferencia számos tagja és a pálos szerzetesek szentmisét mutattak be december 3-án az Egyetemi templomban. Ebből az alkalomból Erdő bíboros ünnepélyesen átadta a Gellért-hegyi sziklatemplom használati jogát – amely eddig az Esztergom-Budapesti Főegyházmegyéé volt – a pálos rendnek.

## Ereklyék, műalkotások
A sziklatemplomban őrzik a pálosok egyik legértékesebb ereklyéjét: Remete Szent Pál lábszárcsontját. A templom oltára a pécsi Zsolnay-gyárban készült.
A Lengyel–Magyar Baráti Társaság 1994. május 15-én, a pálosok hazatelepülésének 60. évfordulójára a Częstochowai Fekete Madonna kegyképének másolatát ajándékozta a templomnak. Ekkor állították fel a Częstochowai Madonna-kápolnában a Lengyel oltárt, a bronz sas Bronisław Chromy alkotása. Itt található a lengyel internáltak bronz emléktáblája is, valamint Szent Maximilian Kolbe domborműve, Majcik Mária alkotása.
Az új keresztet Pomsár András építész tervezte, felállítására 2001-ben került sor. Az építőmesterek e kereszt utolsó darabját pontosan azon a napon szerelték be, amelyen ötven évvel korábban ideológiai okokból lerombolták.